# Dendrobium falcorostrum
Dendrobium falcorostrum là một loài thực vật có hoa trong họ Lan. Loài này được Fitzg. mô tả khoa học đầu tiên năm 1876.

## Hình ảnh

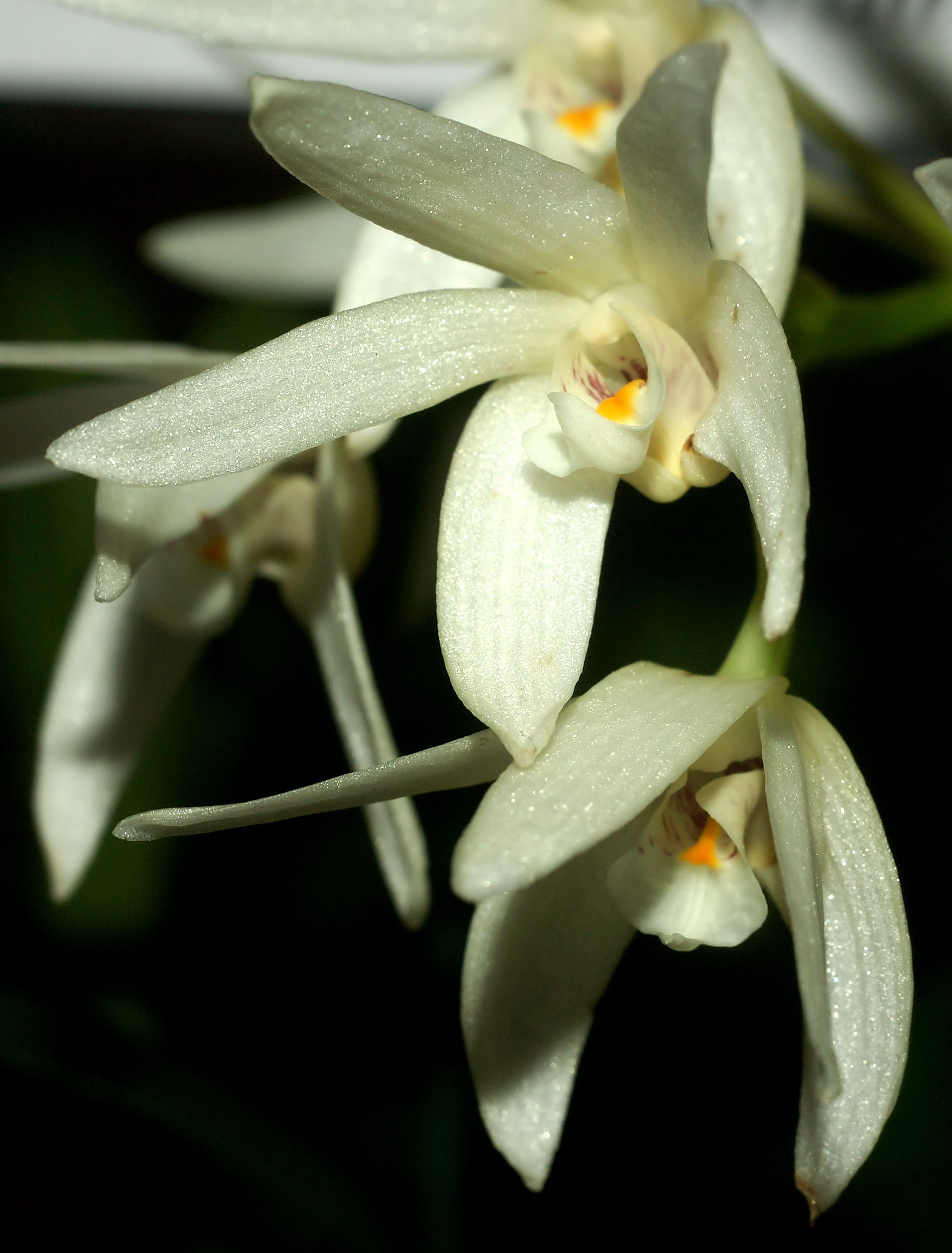